# Arabutã
Arabutã is een gemeente in de Braziliaanse deelstaat Santa Catarina. De gemeente telt 4.048 inwoners (schatting 2009).

## Aangrenzende gemeenten
De gemeente grenst aan Concórdia, Ipumirim, Itá en Seara.